# Гут Бей музей
 Гут Бей музей — краєзнавчий музей на околиці Гут Бей (Hout Bay) Кейптауна. Музей розтягнувся по Ендрюс-роуд показує історію долини Гут Бей і її людей, приділяючи особливу увагу лісовому господарство, висвітленню періоду копалень і риболовецьких артілей в минулому і аж до сучасного стану. Музей також організовує щотижневі відпочинкові тури на природі в навколишніх горах.